# Pfännerschaftliche Kohlebahn
| Streckenlänge: | 5,6 km              |                                                                  |                                                                  |
| Spurweite: | 900 mm (Schmalspur) |                                                                  |                                                                  |
| Streckengeschwindigkeit: | 12 km/h             |                                                                  |                                                                  |
| |                     |                                                                  |                                                                  |
| \| \| 0,0 \| Pfännerschaftliche Kohlegrube „Alt-Zscherben“ \| Pfännerschaftliche Kohlegrube „Alt-Zscherben“ \| \| \| \| Verladestation zur Halle-Hettstedter Eisenbahn \| \| \| \| \| Wilde Saale \| \| \| \| \| Hafenbahn Halle \| \| \| \| \| Pfännerschaftlicher Werkplatz am Holzplatz \| \| \| \| \| ehemaliger Kotgraben (heute teilweise verrohrt und zugeschüttet) \| \| \| \| 5,6 \| Saline \| Saline \| |                     |                                                                  |                                                                  |
| Betriebs-/Güterbahnhof Streckenanfang (Strecke außer Betrieb) | 0,0                 | Pfännerschaftliche Kohlegrube „Alt-Zscherben“                    | Pfännerschaftliche Kohlegrube „Alt-Zscherben“                    |
| Dienststation / Betriebs- oder Güterbahnhof (Strecke außer Betrieb) |                     | Verladestation zur Halle-Hettstedter Eisenbahn                   | Verladestation zur Halle-Hettstedter Eisenbahn                   |
| Brücke über Wasserlauf (Strecke außer Betrieb) |                     | Wilde Saale                                                      | Wilde Saale                                                      |
| Kreuzung (Strecken außer Betrieb) |                     | Hafenbahn Halle                                                  | Hafenbahn Halle                                                  |
| Dienststation / Betriebs- oder Güterbahnhof (Strecke außer Betrieb) |                     | Pfännerschaftlicher Werkplatz am Holzplatz                       | Pfännerschaftlicher Werkplatz am Holzplatz                       |
| Brücke über Wasserlauf (Strecke außer Betrieb) |                     | ehemaliger Kotgraben (heute teilweise verrohrt und zugeschüttet) | ehemaliger Kotgraben (heute teilweise verrohrt und zugeschüttet) |
| Betriebs-/Güterbahnhof Streckenende (Strecke außer Betrieb) | 5,6                 | Saline                                                           | Saline                                                           |

Die Pfännerschaftliche Kohlebahn befand sich in Halle (Saale). Die Kohlebahn lieferte einst den für das Kochen der Sole in der halleschen Saline notwendigen Brennstoff in Form von Braunkohle von der Pfännerschaftlichen Grube „Alt-Zscherben“. Die Grube (heute Friedhofsteich) befand sich damals etwa auf halber Strecke zwischen dem Ort Zscherben und Nietleben (heute Halle-Neustadt). Die Schmalspurbahn (900 mm) wurde von 1875 bis 1876 errichtet, war ca. 5,6 Kilometer lang und überwand einen Höhenunterschied von 37 Metern. Die Höchstgeschwindigkeit war auf 12 km/h beschränkt.

## Beschreibung
Die Strecke verlief entlang der Flurgrenze zwischen Nietleben und Passendorf. Sie besaß westlich der Saale eine Verlademöglichkeit zur regelspurigen Strecke der Halle-Hettstedter Eisenbahn. Nach Überquerung der Wilden Saale, eines Seitenarms der Saale, kreuzte die Strecke die Hafenbahn Halle. Entladen wurde auch am Pfännerschaftlichen Kohlenplatz, einem Lagerplatz im Bereich des heutigen Holzplatzes. Auf dem Weg zur Salineninsel überquerte die Strecke den heute teilweise verrohrten und zugeschütteten Kotgraben, der das Gelände der Saline damals noch zur selbständigen Insel machte. Ihr Endpunkt lag in der Nähe der Salinengebäude.
Die Pfännerschaft setzte Lokomotiven der Lokomotivfabrik Krauss & Comp. ein, die aufgrund ihrer charakteristischen trichterförmigen Schornsteine den Spitznamen „Kaffeetrichter“ erhielten.

## Sachzeugen

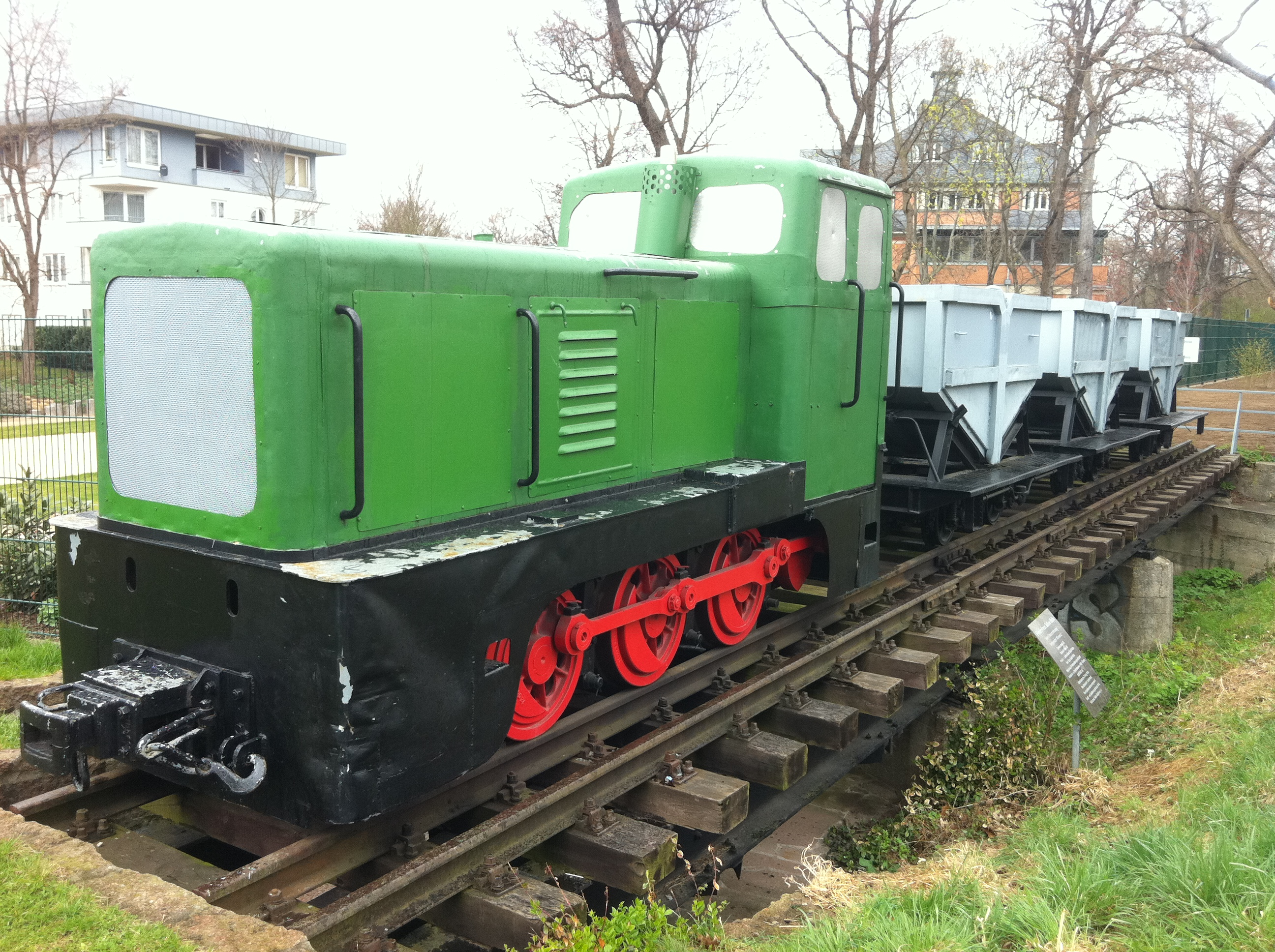
Denkmal zur Erinnerung an die Kohlebahn (2012, nicht historisch)

Nach der Auskohlung der südwestlich des heutigen Halle-Neustadt gelegenen Grube „Alt-Zscherben“ wurde sie stillgelegt und die Tagesanlagen abgebrochen, da nach dem Errichtungsvertrag der ursprüngliche Zustand wiederhergestellt werden musste. Heute erinnern drei Wagen und eine Diesellokomotive (nicht historisch) westlich der Salinengebäude an die ehemalige Kohlebahn. Sie stehen auf einer Flutbrücke über den ehemaligen Kotgraben. Von den Streckenbauwerken ist eine Stahlgitterbrücke erhalten geblieben, die heute als Rohrbrücke genutzt wird.